# Nicol Crags
I Nicol Crags sono degli spuntoni rocciosi alti circa 1.300 m e situati a sud dell'Arkell Cirque, nei Monti Read, che fanno parte della Catena di Shackleton, nella Terra di Coats in Antartide. 
Nel 1967 fu effettuata una ricognizione aerofotografica da parte degli aerei della U.S. Navy. Un'ispezione al suolo fu condotta dalla British Antarctic Survey (BAS) nel periodo 1968-71.
Ricevettero l'attuale denominazione nel 1971 dal Comitato britannico per i toponimi antartici (UK-APC), in onore del geologo scozzese William Nicol (1770–1851), ideatore del prisma di Nicol e della tecnica di preparazione delle sezioni sottili di roccia, contribuendo così allo sviluppo delle tecniche di microscopia nel campo dello studio mineralogico.